# Karl Ludwig von Gerwais

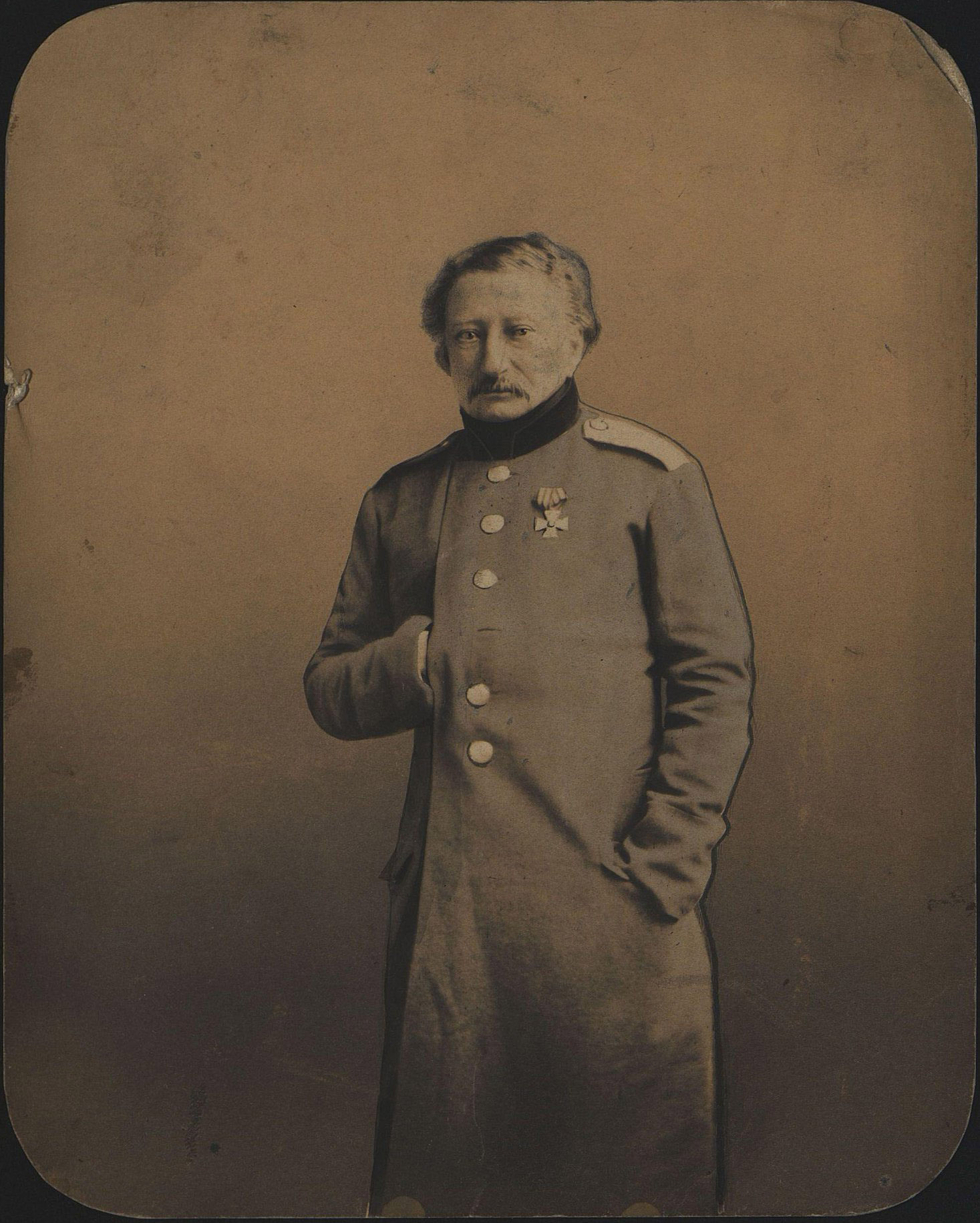
Karl Ludwig von Gerwais

Karl Ludwig von Gerwais (russisch Карл Леонтиевич Жерве; * 23. Märzjul. / 3. April 1787greg. in Wyborg; † 18. Februarjul. / 1. März 1852greg. in Sankt Petersburg) war ein russischer Generalmajor, Kommandant der Festung Tiraspol und Staatsrat.

## Herkunft
Karl Ludwig von Gerwais (auch: Carl Gervais) war ein Sohn des Majors Ludwig (Leontij Eremeevich) von Gerwais († 1820 in Wyborg) und der Anna Katharina Wilcken. Sein Vater war einer von drei Brüdern (darunter Carl-Hannibal (Karl Eremeevich) von Gerwais (* 1755 in Preußen; † 1818 in Wyborg), General und Kommandant von Wiborg), die um 1760 nach Russland kamen. Er stammte „aus dem Adel preußischer Nation mit reformiertem Bekenntnis“, also aus einem Geschlecht preußischer Hugenotten. Ein Sohn Carl-Hannibals, der Ingenieur-Generalmajor Konstantin Karlovich Gervais, hinterließ detaillierte „Memoiren“, in denen auch Karl Ludwig von Gerwais erwähnt wird.

## Leben

### Laufbahn bis 1815

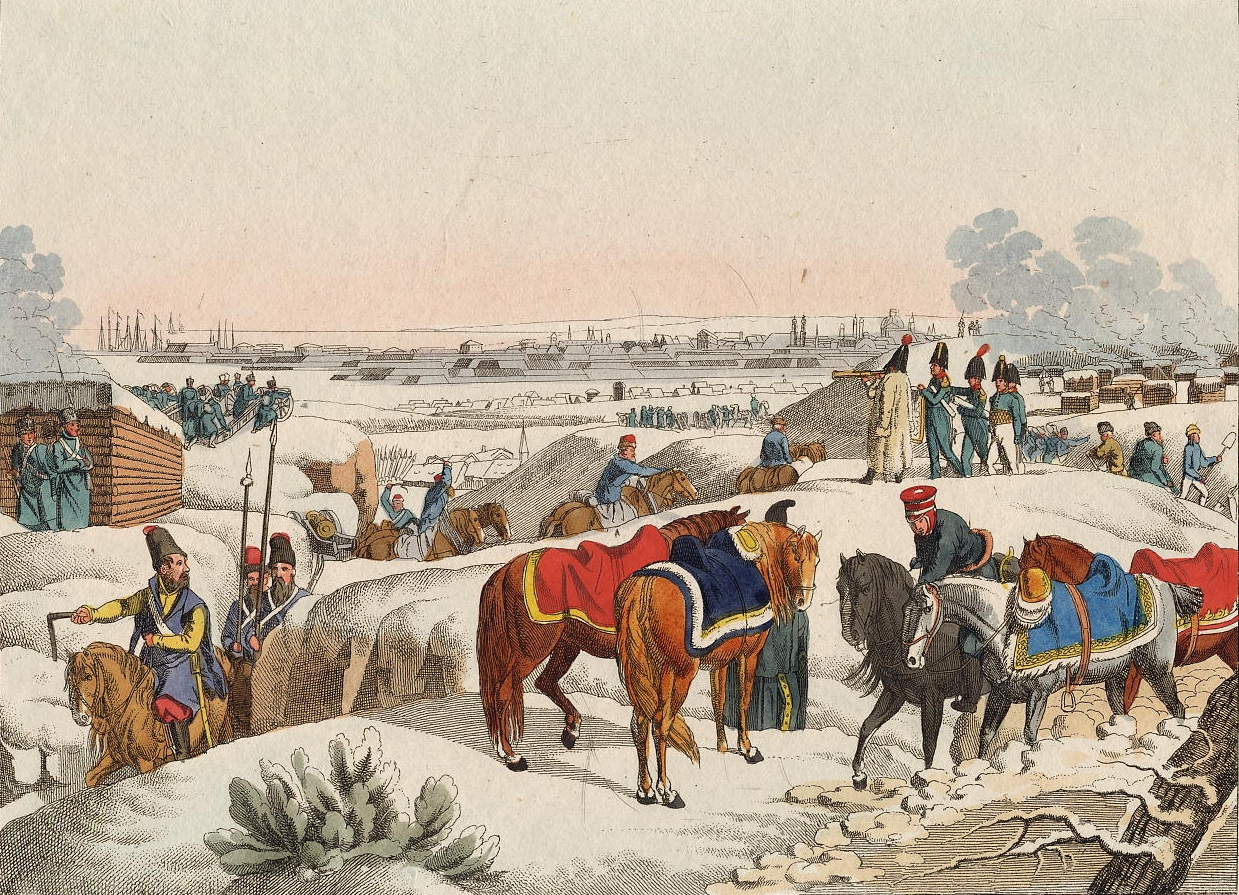
Russische Belagerer vor Danzig, 1813

Um 1805 diente er im Infanterie-Regiment Welikolutsk und dann im Infanterie-Regiment Kostroma. 1807 nahm er an der Schlacht bei Preußisch Eylau teil, wonach ihm der St.-Anna-Orden IV. Klasse verliehen wurde. Im selben Jahr nahm er an mehreren Schlachten, etwa bei Heilsberg und an der bei Friedland, teil. Im Mai 1809 brach er zum Feldzug gegen die Osmanen nach Galizien auf. Er nahm 1810 an der Belagerung der Festungen Schumen und Rustschuk teil und wurde Adjutant des Generals Fabian Gotthard von Steinheil. Nach Gefechten 1812 an der Beresina wurde er in das Preobraschenski Leib-Garderegiment aufgenommen. Im Rang eines Hauptmanns war er schließlich am Feldzug in der Nähe der Stadt Elbing und bei der Blockade der Festung Danzig bis Januar 1814 eingesetzt.

### Russisch-Türkischer Krieg 1828–1829
1816 wurde er als Oberst zum Kommandeur des Podolsker Infanterieregiments ernannt, das er etwa 8½ Jahre lang befehligte. 1824 übernahm er das Kommando über die 2. Brigade der 2. Infanteriedivision und dann die 1. Brigade der 10. Infanteriedivision. Mit ihr nahm er am Russisch-Türkischen Krieg von 1828–29 teil. Im Juni 1829 reiste er auf dem Dreimaster „Kaiser Franz I“ im Geschwader des Admirals Greigh von Sewastopol nach Sosopol. Er wurde dort zur Aufsicht über die Pestkrankenhäuser der Armee abkommandiert und bewährte sich bei der Verbesserung der katastrophalen Zuständen darin. Im Mai 1830 kehrte er nach Russland zurück und wurde bald zum Kommandeur einer konsolidierten Brigade der 12. Infanterie-Division ernannt.

### Spätere Karriere als Staatsrat

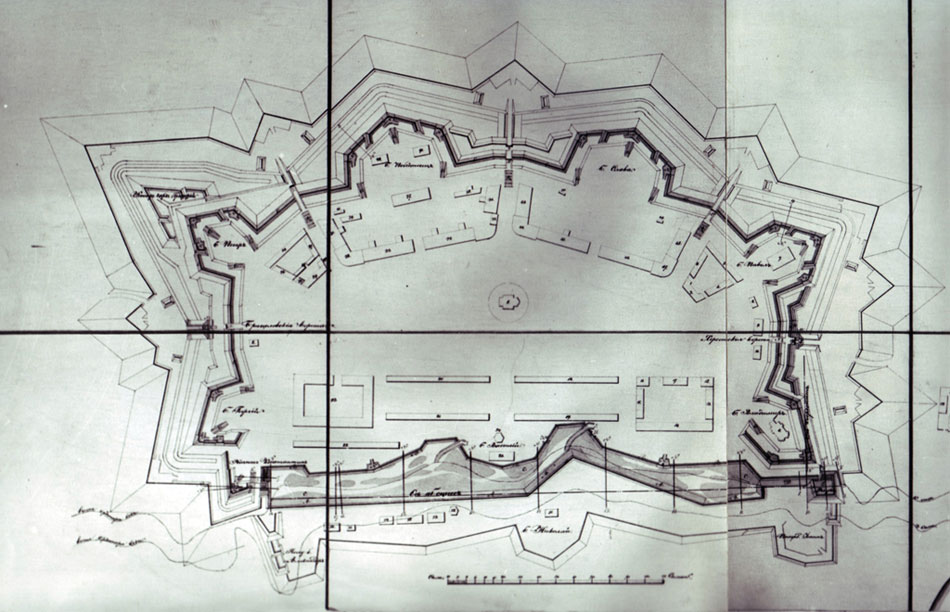
Festung Tiraspol, 1856

1831 erhielt er den St.-Georgs-Orden für 25 Jahre Dienstzeit in den Offiziersrängen und kommandierte 1832 und 1833 Brigaden diverser Infanterie-Divisionen. Ende 1833 wurde er zum Kommandanten der Festung Tiraspol ernannt und trat im August 1835 in den Ruhestand. In seiner weiteren Karriere im Zivilleben wurde er 1842 zum wirklichen Staatsrat ernannt und war Vorsitzender der Schatzkammern in Białystok und danach in Kaunas. 1850 wurde er auf sein Ersuchen im Rang eines Generalmajors aus dem Dienst entlassen. Nach seinem Tod 1852 wurde er auf dem lutherischen Abschnitt des Wolkowo-Friedhofs beigesetzt.

## Familie
Er war der Cousin des Generalleutnants Alexander Karlowitsch von Gervais (* 1779 in Wyborg; † 1858 in Paris) sowie des Generalmajors der Artillerie Johann Friedrich von Gervais († 1862 Wyborg). Bei seiner Heirat am 18. März 1817 zu Wyborg wurde Karl als Oberst vom Podolischen Infanterie-Regiment Carl von Gervais aufgeführt. Seine Gattin war eine Tochter des Obersten Axel Gottlieb von Müller (* 1762), Elisabeth Charlotte Alekseevna von Müller (* 1800; † 1871 in Sankt Petersburg), mit der er fünf namentlich bekannte Kinder hatte. 

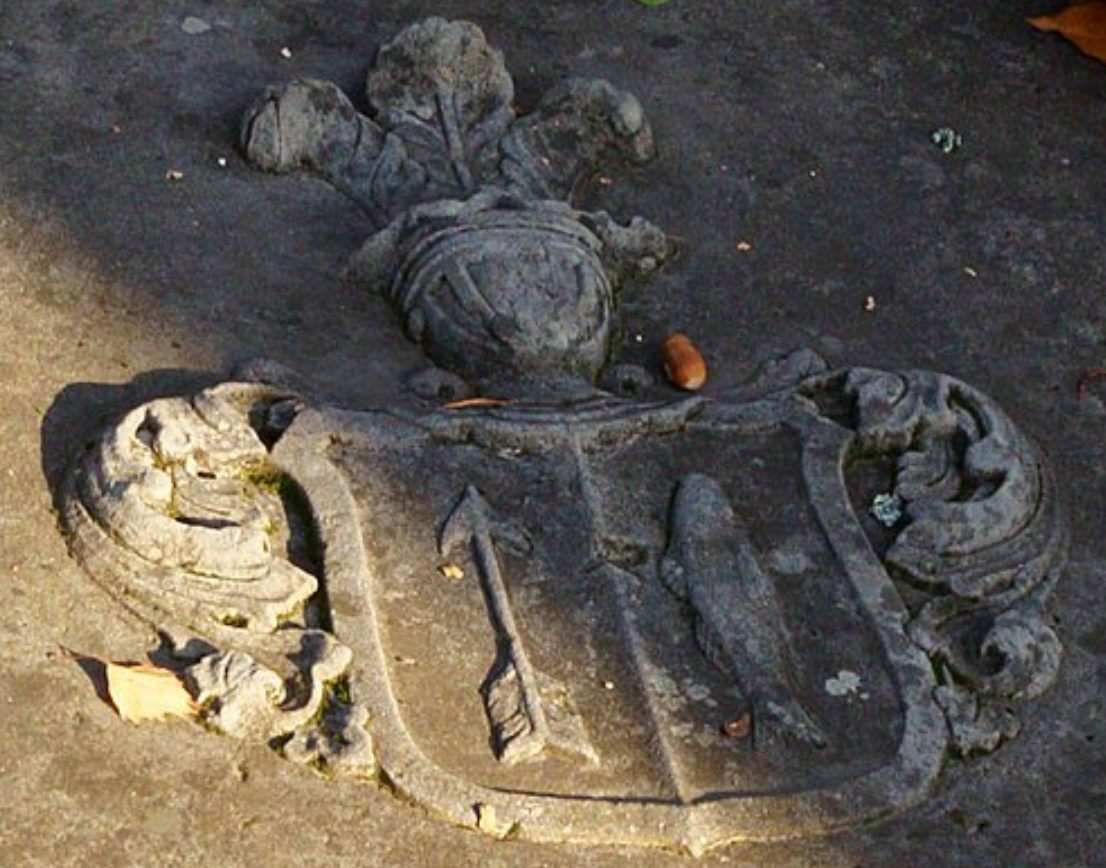
Wappen derer von Gervais, Friedhof Sorvali in Wyborg

- Pyotr Karlowitsch von Gerwais (1832–1890) Gouverneur, Senator, Mitglied des Rates des Ministeriums für Volksbildung
  - Boris Petrowitsch Gervais (* 28. Juli 1875 in Riga; † 27. Mai 1930 in Moskau)
- Katharina Christine von Gerwais (1836–1859); ⚭ Nikolai Alexandrowitsch von Meyer
- Elisabetha Luisa von Gerwais
- Vsevolod Karlowitsch Gervais (1839–1890)
  - Viktor Vsevolodowitsch Gervais (1867–1927) Offizier im 1. Weltkrieg und Militärschriftsteller[3]
- Konstantin Gervais († 1849)